# 平成22年排出ガス規制

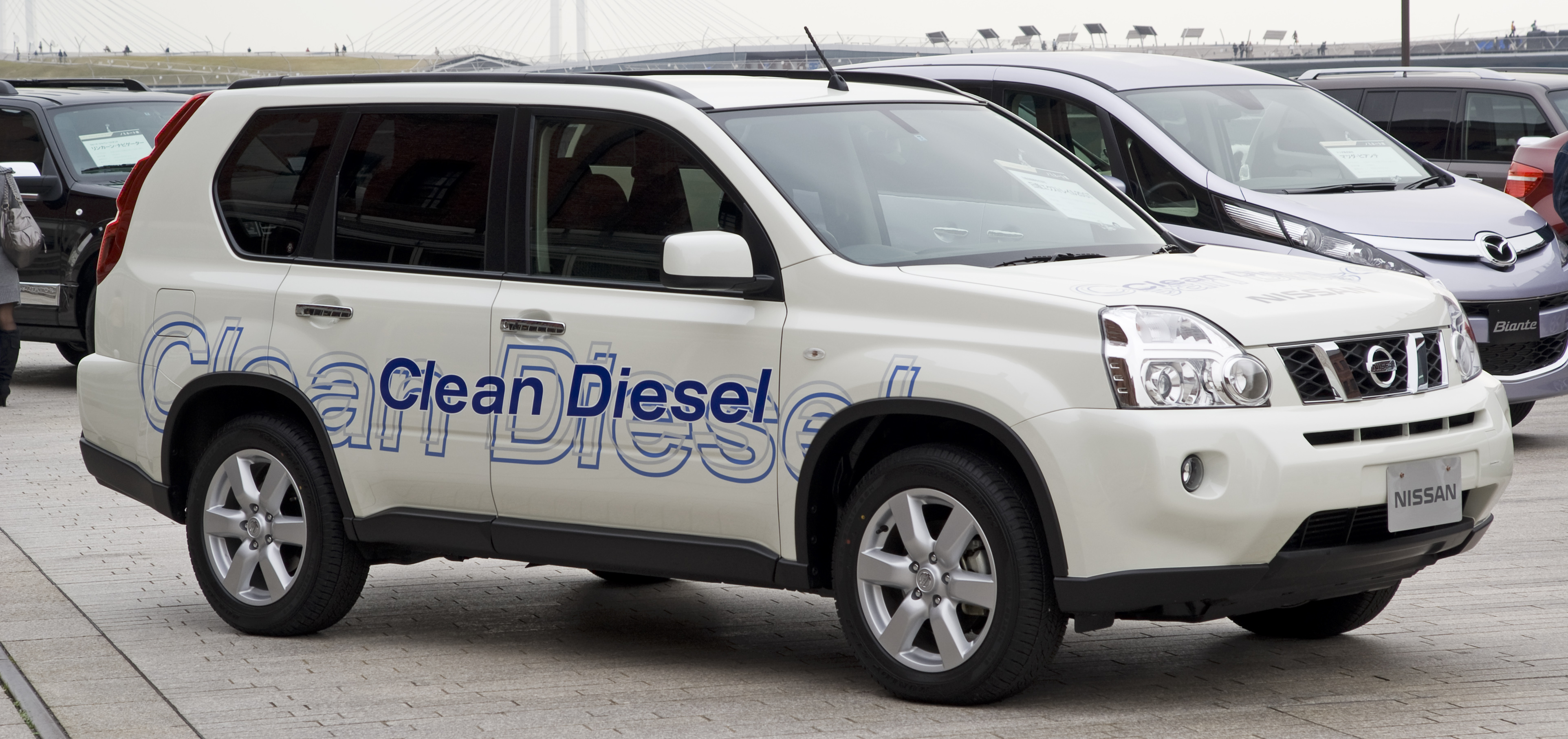
いち早く規制に適合した日産・エクストレイル

平成22年排出ガス規制（へいせい22ねんはいしゅつガスきせい）あるいは2009年排出ガス規制は、日本国内で販売されるガソリン車およびディーゼル車に適用される自動車排出ガス規制。
新長期規制の次にあたる規制であり、車種により2009年もしくは2010年までの達成が義務づけられていた。通称「ポスト新長期規制」。

## 概要
2007年12月12日に環境省より削減目標の詳細が発表された。
- 規制値の詳しい値は、環境省公式サイト「ディーゼル自動車・ガソリン自動車の09年規制値（上限値）」を参照のこと。
- 規制記号に関しては、国土交通省公式サイト「平成17年規制以降の自動車排出ガス規制の識別記号」を参照のこと。

## 特徴
今回の規制では、ディーゼル車の規制が厳しくなっているのが特徴である。それまでディーゼル車の規制はガソリン車に比べて緩やかな規制になっていたが、今回の規制からはガソリン車並みのものとなった。ディーゼル車においては粒子状物質 (PM) および窒素酸化物 (NOx)が、新長期規制に比較して40%から65%程度の削減が義務付けられている。
新長期規制の段階で、一部部分を除く多くの部分でEUの排出ガス規制を抜き世界一の値であったが、それがさらに強化されることとなった。
また該当車両が少ないが、ガソリン車（直噴エンジン車）にも一部PMの削減基準が設けられることになった。NOx吸蔵還元触媒を搭載する直噴ガソリンエンジン車は本規制の適用となるが、ポート噴射式エンジン搭載車は平成17年規制のまま販売・登録可能である。